# Handbal op de Olympische Zomerspelen
Handbal is een van de sporten die in teamverband op de Olympische Zomerspelen worden beoefend.
De sport stond voor het eerst en vooreerst eenmalig op het programma van de Olympische Spelen op de editie van 1936. Op deze editie werd de sport alleen door mannen beoefend door middel van een veldhandbaltoernooi door elftallen. In 1972 keerde de sport terug, nu als zaalsport door zeventallen, en ook deze editie nog alleen voor mannen. In 1976 volgde de introductie van het vrouwenhandbal op het programma van de Olympische Spelen.

## Onderdelen
| Onderdeel | 36 | 48 | 52 | 56 | 60 | 64 | 68 | 72 | 76 | 80 | 84 | 88 | 92 | 96 | 00 | 04 | 08 | 12 | 16 | 20 | 24 | Totaal |
| --------- | -- | -- | -- | -- | -- | -- | -- | -- | -- | -- | -- | -- | -- | -- | -- | -- | -- | -- | -- | -- | -- | ------ |
| Mannen    | •  |    |    |    |    |    |    | •  | •  | •  | •  | •  | •  | •  | •  | •  | •  | •  | •  | •  | •  | 15     |
| Vrouwen   |    |    |    |    |    |    |    |    | •  | •  | •  | •  | •  | •  | •  | •  | •  | •  | •  | •  | •  | 13     |
| Totaal    | 1  |    |    |    |    |    |    | 1  | 2  | 2  | 2  | 2  | 2  | 2  | 2  | 2  | 2  | 2  | 2  | 2  | 2  | 28     |

## Medailles

### Medaillewedstrijden

#### Mannen
| Jaar |                  | Finale  | Finale                   | Finale      |         | 3e/4e plaats             | 3e/4e plaats | 3e/4e plaats |  | Teams |
| Jaar | Goud             | Uitslag | Zilver                   | Brons       | Uitslag | 4e                       |              |              |  | Teams |
| ---- | ---------------- | ------- | ------------------------ | ----------- | ------- | ------------------------ | ------------ | ------------ |  | ----- |
| 1936 | Duitsland        | (1)     | Oostenrijk               | Zwitserland | (1)     | Hongarije                | 6            |              |  |       |
|      |                  |         |                          |             |         |                          |              |              |  |       |
| 1972 | Joegoslavië      | 21-16   | Tsjecho-Slowakije        | Roemenië    | 19-16   | DDR                      | 16           |              |  |       |
| 1976 | Sovjet-Unie      | 19-15   | Roemenië                 | Polen       | 21-18   | Bondsrepubliek Duitsland | 11           |              |  |       |
| 1980 | DDR              | 23-22   | Sovjet-Unie              | Roemenië    | 20-18   | Hongarije                | 12           |              |  |       |
| 1984 | Joegoslavië      | 18-17   | Bondsrepubliek Duitsland | Roemenië    | 23-19   | Denemarken               | 12           |              |  |       |
| 1988 | Sovjet-Unie      | 32-25   | Zuid-Korea               | Joegoslavië | 27-23   | Hongarije                | 12           |              |  |       |
| 1992 | Gezamenlijk team | 22-20   | Zweden                   | Frankrijk   | 24-20   | IJsland                  | 12           |              |  |       |
| 1996 | Kroatië          | 27-26   | Zweden                   | Spanje      | 27-25   | Frankrijk                | 12           |              |  |       |
| 2000 | Rusland          | 28-26   | Zweden                   | Spanje      | 26-22   | Joegoslavië              | 12           |              |  |       |
| 2004 | Kroatië          | 26-24   | Duitsland                | Rusland     | 28-26   | Hongarije                | 12           |              |  |       |
| 2008 | Frankrijk        | 28-23   | IJsland                  | Spanje      | 35-29   | Kroatië                  | 12           |              |  |       |
| 2012 | Frankrijk        | 22-21   | Zweden                   | Kroatië     | 33-26   | Hongarije                | 12           |              |  |       |
| 2016 | Denemarken       | 28-25   | Frankrijk                | Duitsland   | 31-25   | Polen                    | 12           |              |  |       |
| 2020 | Frankrijk        | 25-23   | Denemarken               | Spanje      | 33-31   | Egypte                   | 12           |              |  |       |
| 2024 | Denemarken       | 39-26   | Duitsland                | Spanje      | 23-22   | Slovenië                 | 12           |              |  |       |

(1) Geen finale gespeeld, finalepoule met vier teams, waarbij alle teams eenmaal tegen elkaar speelden.

#### Vrouwen
| 1976 | Sovjet-Unie | (1)   | DDR             | Hongarije        | (1)        | Roemenië                 | 6  |
| 1980 | Sovjet-Unie | (1)   | Joegoslavië     | DDR              | (1)        | Hongarije                | 6  |
| 1984 | Joegoslavië | (1)   | Zuid-Korea      | China            | (1)        | Bondsrepubliek Duitsland | 6  |
| 1988 | Zuid-Korea  | (2)   | Noorwegen       | Verenigde Staten | (2)        | Joegoslavië              | 8  |
| 1992 | Zuid-Korea  | 28-21 | Noorwegen       | Gezamenlijk team | 24-20      | Duitsland                | 8  |
| 1996 | Denemarken  | 37-33 | Zuid-Korea      | Hongarije        | 20-18      | Noorwegen                | 8  |
| 2000 | Denemarken  | 31-27 | Hongarije       | Noorwegen        | 22-21      | Zuid-Korea               | 10 |
| 2004 | Denemarken  | 38-36 | Zuid-Korea      | Oekraïne         | 21-18      | Frankrijk                | 10 |
| 2008 | Noorwegen   | 34-27 | Rusland         | Zuid-Korea       | 33-28      | Hongarije                | 12 |
| 2012 | Noorwegen   | 26-23 | Montenegro      | Spanje           | 31-29 (nv) | Zuid-Korea               | 12 |
| 2016 | Rusland     | 22-19 | Frankrijk       | Noorwegen        | 36-26      | Nederland                | 12 |
| 2020 | Frankrijk   | 30-25 | Russische ploeg | Noorwegen        | 36-19      | Zweden                   | 12 |
| 2024 | Noorwegen   | 29-21 | Frankrijk       | Denemarken       | 30-25      | Zweden                   | 12 |

(1) Geen finale gespeeld, toernooi met zes teams, waarbij alle teams eenmaal tegen elkaar speelden.
(2) Geen finale gespeeld, finalepoule met vier teams, waarbij alle teams eenmaal tegen elkaar speelden.

### Meervoudige medaillewinnaars (individueel)
De Rus Andrej Lavrov, die respectievelijk namens de Sovejet-Unie, het GOS en Rusland uitkwam, is met drie keer goud en een keer brons de 'succesvolste' olympiër in de sport handbal. Hij is de enige (m/v) die drie gouden medailles won. Lavrov en de Zuid-Koreaanse Oh Seong-ok zijn de enigen die vier medailles wonnen.
| Olympiër                                                                                     | Jaren                        | Medailles                          | M/V            |
| Vijf medailles                                                                               | Vijf medailles               | Vijf medailles                     | Vijf medailles |
| -------------------------------------------------------------------------------------------- | ---------------------------- | ---------------------------------- | -------------- |
| Katrine Lunde Haraldsen                                                                      | 2008, 2012, 2016, 2020, 2024 | Goud · Goud · Brons · Brons · Goud | (v)            |
| Vier medailles                                                                               |                              |                                    |                |
| Luc Abalo Michael Guigou Nikola Karabatic                                                    | 2008, 2012, 2016, 2020       | Goud · Goud · Goud · Zilver        | (m)            |
| / Andrej Lavrov                                                                              | 1988, 1992, 2000, 2004       | Goud · Goud · Goud · Brons         | (m)            |
| Marit Malm Frafjord                                                                          | 2008, 2012, 2016, 2020       | Goud · Goud · Brons · Brons        | (v)            |
| Camilla Herrem                                                                               | 2012, 2016, 2020, 2024       | Goud · Brons · Brons · Goud        | (v)            |
| Oh Seong-ok                                                                                  | 1992, 1996, 2004, 2008       | Goud · Zilver · Zilver · Brons     | (v)            |
| Drie medailles                                                                               |                              |                                    |                |
| Daniel Narcisse Thierry Omeyer                                                               | 2008, 2012, 2016             | Goud · Goud · Zilver               | (m)            |
| Mikkel Hansen Henrik Møllgaard                                                               | 2016, 2020, 2020             | Goud · Zilver · Goud               | (m)            |
| Larysa Karlova Zinaida Turchyna                                                              | 1976, 1980, 1988             | Goud · Goud · Brons                | (v)            |
| / Aleksandr Tuchkin                                                                          | 1988, 2000, 2004             | Goud · Goud · Brons                | (m)            |
| / Vasily Kudinov                                                                             | 1992, 2000, 2004             | Goud · Goud · Brons                | (m)            |
| Venio Losert                                                                                 | 1996, 2004, 2012             | Goud · Goud · Brons                | (m)            |
| Larysa Karlova Zinaida Turchyna                                                              | 1976, 1980, 1988             | Goud · Goud · Brons                | (v)            |
| Kari Aalvik Grimsbø Linn-Kristin Riegelhuth Koren                                            | 2008, 2012, 2016             | Goud · Goud · Brons                | (v)            |
| Lim O-kyeong                                                                                 | 1992, 1996, 2004             | Goud · Zilver · Zilver             | (v)            |
| Estelle Nze Minko Grâce Zaadi                                                                | 2016, 2020, 2024             | Zilver · Goud · Zilver             | (v)            |
| Hong Jeong-ho                                                                                | 1992, 1996, 2008             | Goud · Zilver · Brons              | (v)            |
| / Talant Duyshebaev                                                                          | 1992, 1996, 2000             | Goud · Brons · Brons               | (m)            |
| Stine Bredal Oftedal Veronica Kristiansen Nora Mørk Sanna Solberg-Isaksen                    | 2016, 2020, 2024             | Brons · Brons · Goud               | (v)            |
| Magnus Andersson Ola Lindgren Staffan Olsson Tomas Svensson Pierre Thorsson Magnus Wislander | 1992, 1996, 2000             | Zilver · Zilver · Zilver           | (m)            |
| Susann Goksør Bjerkrheim                                                                     | 1988, 1992, 2000             | Zilver · Zilver · Brons            | (v)            |
| Huh Soon-young Oh Yong-ran                                                                   | 1996, 2004, 2008             | Zilver · Zilver · Brons            | (v)            |
| Ştefan Birtalan Adrian Cosma Radu Voina                                                      | 1972, 1976, 1980             | Brons · Zilver · Brons             | (m)            |
| Alexandru Fölker Nicolae Munteanu                                                            | 1976, 1980, 1984             | Zilver · Brons · Brons             | (m)            |
| Demetrio Lozano                                                                              | 1996, 2000, 2008             | Brons · Brons · Brons              | (m)            |

### Medaillespiegel
N.B. Medaillespiegel is bijgewerkt tot en met de Olympische Spelen van 2024.
| Plaats | Land                     | NOC    | Goud | Zilver | Brons | Totaal |
| ------ | ------------------------ | ------ | ---- | ------ | ----- | ------ |
| 3      | Denemarken               | DEN    | 5    | 1      | 1     | 7      |
| 2      | Frankrijk                | FRA    | 4    | 3      | 1     | 7      |
| 3      | Sovjet-Unie              | URS    | 4    | 1      | 1     | 6      |
| 4      | Noorwegen                | NOR    | 3    | 2      | 3     | 8      |
| 5      | Joegoslavië              | YUG    | 3    | 1      | 1     | 5      |
| 6      | Zuid-Korea               | KOR    | 2    | 4      | 1     | 7      |
| 7      | Rusland                  | RUS    | 2    | 1      | 1     | 4      |
| 8      | Kroatië                  | CRO    | 2    | 0      | 1     | 3      |
| 9      | Duitsland                | GER    | 1    | 2      | 1     | 4      |
| 10     | DDR                      | GDR    | 1    | 1      | 1     | 3      |
| 11     | Gezamenlijk team         | EUN    | 1    | 0      | 1     | 2      |
| 12     | Zweden                   | SWE    | 0    | 4      | 0     | 4      |
| 13     | Roemenië                 | ROU    | 0    | 1      | 3     | 4      |
| 14     | Hongarije                | HUN    | 0    | 1      | 2     | 3      |
| 15     | Oostenrijk               | AUT    | 0    | 1      | 0     | 1      |
| 15     | Tsjecho-Slowakije        | TCH    | 0    | 1      | 0     | 1      |
| 15     | IJsland                  | ISL    | 0    | 1      | 0     | 1      |
| 15     | Montenegro               | MNE    | 0    | 1      | 0     | 1      |
| 15     | Russische ploeg          | ROC    | 0    | 1      | 0     | 1      |
| 15     | Bondsrepubliek Duitsland | FRG    | 0    | 1      | 0     | 1      |
| 21     | Spanje                   | ESP    | 0    | 0      | 6     | 6      |
| 22     | China                    | CHN    | 0    | 0      | 1     | 1      |
| 22     | Polen                    | POL    | 0    | 0      | 1     | 1      |
| 22     | Zwitserland              | SUI    | 0    | 0      | 1     | 1      |
| 22     | Oekraïne                 | UKR    | 0    | 0      | 1     | 1      |
| Totaal | Totaal                   | Totaal | 28   | 28     | 28    | 84     |

## Deelnamehistorie

### Mannen
| Land                     | 1936            | 1972                              | 1976                              | 1980                              | 1984                              | 1988                              | 1992            | 1996                    | 2000                    | 2004                    | 2008                    | 2012                    | 2016                    | 2020                    | 2024                    | Deel.     |
| ------------------------ | --------------- | --------------------------------- | --------------------------------- | --------------------------------- | --------------------------------- | --------------------------------- | --------------- | ----------------------- | ----------------------- | ----------------------- | ----------------------- | ----------------------- | ----------------------- | ----------------------- | ----------------------- | --------- |
| Spanje                   | -               | 15e                               | -                                 | 5e                                | 8e                                | 9e                                | 5e              | Brons                   | Brons                   | 7e                      | Brons                   | 7e                      | -                       | Brons                   | Brons                   | 12        |
| Zweden                   | -               | 7e                                | -                                 | -                                 | 5e                                | 5e                                | Zilver          | Zilver                  | Zilver                  | -                       | -                       | Zilver                  | 11e                     | 5e                      | 7e                      | 10        |
| Hongarije                | 4e              | 8e                                | 6e                                | 4e                                | -                                 | 4e                                | 7e              | -                       | -                       | 4e                      | -                       | 4e                      | -                       | -                       | 10e                     | 9         |
| Duitsland                | Goud            | Zie DDR, Bondsrepubliek Duitsland | Zie DDR, Bondsrepubliek Duitsland | Zie DDR, Bondsrepubliek Duitsland | Zie DDR, Bondsrepubliek Duitsland | Zie DDR, Bondsrepubliek Duitsland | 10e             | 7e                      | 5e                      | Zilver                  | 9e                      | -                       | Brons                   | 6e                      | Zilver                  | 9         |
| Denemarken               | -               | 13e                               | 8e                                | 9e                                | 4e                                | -                                 | -               | -                       | -                       | -                       | 7e                      | 6e                      | Goud                    | Zilver                  | Goud                    | 9         |
| Frankrijk                | -               | -                                 | -                                 | -                                 | -                                 | -                                 | Brons           | 4e                      | 6e                      | 5e                      | Goud                    | Goud                    | Zilver                  | Goud                    | 8e                      | 9         |
| IJsland                  | -               | 12e                               | -                                 | -                                 | 6e                                | 8e                                | 4e              | -                       | -                       | 9e                      | Zilver                  | 5e                      | -                       | -                       | -                       | 8         |
| Egypte                   | -               | -                                 | -                                 | -                                 | -                                 | -                                 | 11e             | 6e                      | 7e                      | 12e                     | 11e                     | -                       | 9e                      | 4e                      | 5e                      | 8         |
| Zuid-Korea               | -               | -                                 | -                                 | -                                 | 11e                               | Zilver                            | 6e              | -                       | 9e                      | 8e                      | 8e                      | 11e                     | -                       | -                       | -                       | 7         |
| Roemenië                 | 5e              | Brons                             | Zilver                            | Brons                             | Brons                             | -                                 | 8e              | -                       | -                       | -                       | -                       | -                       | -                       | -                       | -                       | 6         |
| Verenigde Staten         | 6e              | 14e                               | 10e                               | -                                 | 9e                                | 12e                               | -               | 9e                      | -                       | -                       | -                       | -                       | -                       | -                       | -                       | 6         |
| Joegoslavië              | -               | Goud                              | 5e                                | 6e                                | Goud                              | Brons                             | -               | -                       | 4e                      |                         |                         |                         |                         |                         |                         | 6         |
| Brazilië                 | -               | -                                 | -                                 | -                                 | -                                 | -                                 | 12e             | 11e                     | -                       | 10e                     | 10e                     | -                       | 7e                      | 10e                     | -                       | 6         |
| Japan                    | -               | 11e                               | 9e                                | -                                 | 10e                               | 11e                               | -               | -                       | -                       | -                       | -                       | -                       | -                       | 11e                     | 11e                     | 6         |
| Kroatië                  | Zie Joegoslavië | Zie Joegoslavië                   | Zie Joegoslavië                   | Zie Joegoslavië                   | Zie Joegoslavië                   | Zie Joegoslavië                   | -               | Goud                    | -                       | Goud                    | 4e                      | Brons                   | 5e                      | -                       | 9e                      | 6         |
| Tunesië                  | -               | 16e                               | 12e                               | -                                 | -                                 | -                                 | -               | -                       | 10e                     | -                       | -                       | 8e                      | 12e                     | -                       | -                       | 5         |
| Polen                    | -               | 10e                               | Brons                             | 7e                                | -                                 | -                                 | -               | -                       | -                       | -                       | 5e                      | -                       | 4e                      | -                       | -                       | 5         |
| Zwitserland              | Brons           | -                                 | -                                 | 8e                                | 7e                                | -                                 | -               | 8e                      | -                       | -                       | -                       | -                       | -                       | -                       | -                       | 4         |
| Sovjet-Unie              | -               | 5e                                | Goud                              | Zilver                            | -                                 | Goud                              | Zie Rusland     | Zie Rusland             | Zie Rusland             | Zie Rusland             | Zie Rusland             | Zie Rusland             | Zie Rusland             | Zie Rusland             | Zie Rusland             | 4         |
| Tsjecho-Slowakije        | -               | Zilver                            | 7e                                | -                                 | -                                 | 6e                                | 9e              | Zie Tsjechië, Slowakije | Zie Tsjechië, Slowakije | Zie Tsjechië, Slowakije | Zie Tsjechië, Slowakije | Zie Tsjechië, Slowakije | Zie Tsjechië, Slowakije | Zie Tsjechië, Slowakije | Zie Tsjechië, Slowakije | 4         |
| Algerije                 | -               | -                                 | -                                 | 10e                               | 12e                               | 10e                               | -               | 10e                     | -                       | -                       | -                       | -                       | -                       | -                       | -                       | 4         |
| Rusland                  | Zie Sovjet-Unie | Zie Sovjet-Unie                   | Zie Sovjet-Unie                   | Zie Sovjet-Unie                   | Zie Sovjet-Unie                   | Zie Sovjet-Unie                   | Zie Sovjet-Unie | 5e                      | Goud                    | Brons                   | 6e                      | -                       | -                       | -                       | -                       | 4         |
| Argentinië               | -               | -                                 | -                                 | -                                 | -                                 | -                                 | -               | -                       | -                       | -                       | -                       | 10e                     | 10e                     | 12e                     | 12e                     | 4         |
| Slovenië                 | Zie Joegoslavië | Zie Joegoslavië                   | Zie Joegoslavië                   | Zie Joegoslavië                   | Zie Joegoslavië                   | Zie Joegoslavië                   | -               | -                       | 8e                      | 11e                     | -                       | -                       | 6e                      | -                       | 4e                      | 4         |
| DDR                      | -               | 4e                                | -                                 | Goud                              | -                                 | 7e                                | Zie Duitsland   | Zie Duitsland           | Zie Duitsland           | Zie Duitsland           | Zie Duitsland           | Zie Duitsland           | Zie Duitsland           | Zie Duitsland           | Zie Duitsland           | 3         |
| Bondsrepubliek Duitsland | -               | 6e                                | 4e                                | -                                 | Zilver                            | -                                 | Zie Duitsland   | Zie Duitsland           | Zie Duitsland           | Zie Duitsland           | Zie Duitsland           | Zie Duitsland           | Zie Duitsland           | Zie Duitsland           | Zie Duitsland           | 3         |
| Noorwegen                | -               | 9e                                | -                                 | -                                 | -                                 | -                                 | -               | -                       | -                       | -                       | -                       | -                       | -                       | 7e                      | 6e                      | 3         |
| Cuba                     | -               | -                                 | -                                 | 11e                               | -                                 | -                                 | -               | -                       | 11e                     | -                       | -                       | -                       | -                       | -                       | -                       | 2         |
| Koeweit                  | -               | -                                 | -                                 | 12e                               | -                                 | -                                 | -               | 12e                     | -                       | -                       | -                       | -                       | -                       | -                       | -                       | 2         |
| Oostenrijk               | Zilver          | -                                 | -                                 | -                                 | -                                 | -                                 | -               | -                       | -                       | -                       | -                       | -                       | -                       | -                       | -                       | 1         |
| Canada                   | -               | -                                 | 11e                               | -                                 | -                                 | -                                 | -               | -                       | -                       | -                       | -                       | -                       | -                       | -                       | -                       | 1         |
| Gezamenlijk team         | Zie Sovjet-Unie | Zie Sovjet-Unie                   | Zie Sovjet-Unie                   | Zie Sovjet-Unie                   | Zie Sovjet-Unie                   | Goud                              | Zie Rusland     | Zie Rusland             | Zie Rusland             | Zie Rusland             | Zie Rusland             | Zie Rusland             | Zie Rusland             | Zie Rusland             | Zie Rusland             | 1         |
| Australië                | -               | -                                 | -                                 | -                                 | -                                 | -                                 | -               | -                       | 12e                     | -                       | -                       | -                       | -                       | -                       | -                       | 1         |
| Griekenland              | -               | -                                 | -                                 | -                                 | -                                 | -                                 | -               | -                       | -                       | 6e                      | -                       | -                       | -                       | -                       | -                       | 1         |
| China                    | -               | -                                 | -                                 | -                                 | -                                 | -                                 | -               | -                       | -                       | -                       | 12e                     | -                       | -                       | -                       | -                       | 1         |
| Servië                   | -               | -                                 | -                                 | -                                 | -                                 | -                                 | -               | -                       | -                       | -                       | -                       | 9e                      | -                       | -                       | -                       | 1         |
| Groot-Brittannië         | -               | -                                 | -                                 | -                                 | -                                 | -                                 | -               | -                       | -                       | -                       | -                       | 12e                     | -                       | -                       | -                       | 1         |
| Qatar                    | -               | -                                 | -                                 | -                                 | -                                 | -                                 | -               | -                       | -                       | -                       | -                       | -                       | 8e                      | -                       | -                       | 1         |
| Bahrein                  | -               | -                                 | -                                 | -                                 | -                                 | -                                 | -               | -                       | -                       | -                       | -                       | -                       | -                       | 8e                      | -                       | 1         |
| Portugal                 | -               | -                                 | -                                 | -                                 | -                                 | -                                 | -               | -                       | -                       | -                       | -                       | -                       | -                       | 9e                      | -                       | 1         |
| Deelnemers               | 6               | 16                                | 12                                | 12                                | 12                                | 12                                | 12              | 12                      | 12                      | 12                      | 12                      | 12                      | 12                      | 12                      | 12                      | 40 landen |

### Vrouwen
| Land                     | 1976                              | 1980                              | 1984                              | 1988                              | 1992                                                                 | 1996                                                                 | 2000                                                                 | 2004                                                                 | 2008                                                                 | 2012                                                                 | 2016                                                                 | 2020                                                                 | 2024                                                                 | Deel.     |
| ------------------------ | --------------------------------- | --------------------------------- | --------------------------------- | --------------------------------- | -------------------------------------------------------------------- | -------------------------------------------------------------------- | -------------------------------------------------------------------- | -------------------------------------------------------------------- | -------------------------------------------------------------------- | -------------------------------------------------------------------- | -------------------------------------------------------------------- | -------------------------------------------------------------------- | -------------------------------------------------------------------- | --------- |
| Zuid-Korea               | -                                 | -                                 | Zilver                            | Goud                              | Goud                                                                 | Zilver                                                               | 4e                                                                   | Zilver                                                               | 4e                                                                   | 4e                                                                   | 10e                                                                  | 8e                                                                   | 10e                                                                  | 11        |
| Noorwegen                | -                                 | -                                 | -                                 | Zilver                            | Zilver                                                               | 4e                                                                   | Brons                                                                | -                                                                    | Goud                                                                 | Goud                                                                 | Brons                                                                | Brons                                                                | Goud                                                                 | 9         |
| Hongarije                | Brons                             | 4e                                | -                                 | -                                 | -                                                                    | Brons                                                                | Zilver                                                               | 5e                                                                   | Brons                                                                | -                                                                    | -                                                                    | 7e                                                                   | 6e                                                                   | 8         |
| Angola                   | -                                 | -                                 | -                                 | -                                 | -                                                                    | 7e                                                                   | 9e                                                                   | 9e                                                                   | 12e                                                                  | 10e                                                                  | 8e                                                                   | 10e                                                                  | 9e                                                                   | 8         |
| Frankrijk                | -                                 | -                                 | -                                 | -                                 | -                                                                    | -                                                                    | 6e                                                                   | 4e                                                                   | 5e                                                                   | 5e                                                                   | Zilver                                                               | Goud                                                                 | Zilver                                                               | 7         |
| Brazilië                 | -                                 | -                                 | -                                 | -                                 | -                                                                    | -                                                                    | 8e                                                                   | 7e                                                                   | 9e                                                                   | 6e                                                                   | 5e                                                                   | 11e                                                                  | 7e                                                                   | 7         |
| China                    | -                                 | -                                 | Brons                             | 6e                                | -                                                                    | 5e                                                                   | -                                                                    | 8e                                                                   | 6e                                                                   | -                                                                    | -                                                                    | -                                                                    | -                                                                    | 5         |
| Spanje                   | -                                 | -                                 | -                                 | -                                 | 7e                                                                   | -                                                                    | -                                                                    | 6e                                                                   | -                                                                    | Brons                                                                | 6e                                                                   | 9e                                                                   | 12e                                                                  | 6         |
| Denemarken               | -                                 | -                                 | -                                 | -                                 | -                                                                    | Goud                                                                 | Goud                                                                 | Goud                                                                 | -                                                                    | 9e                                                                   | -                                                                    | -                                                                    | Brons                                                                | 5         |
| Zweden                   | -                                 | -                                 | -                                 | -                                 | -                                                                    | -                                                                    | -                                                                    | -                                                                    | 8e                                                                   | 11e                                                                  | 7e                                                                   | 4e                                                                   | 4e                                                                   | 5         |
| Roemenië                 | 4e                                | -                                 | -                                 | -                                 | -                                                                    | -                                                                    | 7e                                                                   | -                                                                    | 7e                                                                   | -                                                                    | 9e                                                                   | -                                                                    | -                                                                    | 4         |
| Verenigde Staten         | -                                 | -                                 | 5e                                | 7e                                | 6e                                                                   | 8e                                                                   | -                                                                    | -                                                                    | -                                                                    | -                                                                    | -                                                                    | -                                                                    | -                                                                    | 4         |
| Duitsland                | Zie DDR/ Bondsrepubliek Duitsland | Zie DDR/ Bondsrepubliek Duitsland | Zie DDR/ Bondsrepubliek Duitsland | Zie DDR/ Bondsrepubliek Duitsland | 4e                                                                   | 6e                                                                   | -                                                                    | -                                                                    | 11e                                                                  | -                                                                    | -                                                                    | -                                                                    | 8e                                                                   | 4         |
| Sovjet-Unie              | Goud                              | Goud                              | -                                 | Brons                             | Zie Gezamenlijk team/ Kazachstan/ Oekraïne/ Rusland/ Russische ploeg | Zie Gezamenlijk team/ Kazachstan/ Oekraïne/ Rusland/ Russische ploeg | Zie Gezamenlijk team/ Kazachstan/ Oekraïne/ Rusland/ Russische ploeg | Zie Gezamenlijk team/ Kazachstan/ Oekraïne/ Rusland/ Russische ploeg | Zie Gezamenlijk team/ Kazachstan/ Oekraïne/ Rusland/ Russische ploeg | Zie Gezamenlijk team/ Kazachstan/ Oekraïne/ Rusland/ Russische ploeg | Zie Gezamenlijk team/ Kazachstan/ Oekraïne/ Rusland/ Russische ploeg | Zie Gezamenlijk team/ Kazachstan/ Oekraïne/ Rusland/ Russische ploeg | Zie Gezamenlijk team/ Kazachstan/ Oekraïne/ Rusland/ Russische ploeg | 3         |
| Joegoslavië              | -                                 | Zilver                            | Goud                              | 4e                                | Zie Montenegro, Kroatië                                              | Zie Montenegro, Kroatië                                              | Zie Montenegro, Kroatië                                              | Zie Montenegro, Kroatië                                              | Zie Montenegro, Kroatië                                              | Zie Montenegro, Kroatië                                              | Zie Montenegro, Kroatië                                              | Zie Montenegro, Kroatië                                              | Zie Montenegro, Kroatië                                              | 3         |
| Oostenrijk               | -                                 | -                                 | 6e                                | -                                 | 5e                                                                   | -                                                                    | 5e                                                                   | -                                                                    | -                                                                    | -                                                                    | -                                                                    | -                                                                    | -                                                                    | 3         |
| Rusland                  | Zie Sovjet-Unie                   | Zie Sovjet-Unie                   | Zie Sovjet-Unie                   | Zie Sovjet-Unie                   | Zie Sovjet-Unie                                                      | -                                                                    | -                                                                    | -                                                                    | Zilver                                                               | 8e                                                                   | Goud                                                                 | -                                                                    | -                                                                    | 3         |
| Montenegro               | Zie Joegoslavië                   | Zie Joegoslavië                   | Zie Joegoslavië                   | Zie Joegoslavië                   | Zie Joegoslavië                                                      | Zie Joegoslavië                                                      | Zie Joegoslavië                                                      | Zie Joegoslavië                                                      | -                                                                    | Zilver                                                               | 11e                                                                  | 6e                                                                   | -                                                                    | 3         |
| Nederland                | -                                 | -                                 | -                                 | -                                 | -                                                                    | -                                                                    | -                                                                    | -                                                                    | -                                                                    | -                                                                    | 4e                                                                   | 5e                                                                   | 5e                                                                   | 3         |
| DDR                      | Zilver                            | Brons                             | -                                 | -                                 | Zie Duitsland                                                        | Zie Duitsland                                                        | Zie Duitsland                                                        | Zie Duitsland                                                        | Zie Duitsland                                                        | Zie Duitsland                                                        | Zie Duitsland                                                        | Zie Duitsland                                                        | Zie Duitsland                                                        | 2         |
| Tsjecho-Slowakije        | -                                 | 5e                                | -                                 | 5e                                | -                                                                    |                                                                      |                                                                      |                                                                      |                                                                      |                                                                      |                                                                      |                                                                      |                                                                      | 2         |
| Japan                    | 5e                                | -                                 | -                                 | -                                 | -                                                                    | -                                                                    | -                                                                    | -                                                                    | -                                                                    | -                                                                    | -                                                                    | 12e                                                                  | -                                                                    | 2         |
| Canada                   | 6e                                | -                                 | -                                 | -                                 | -                                                                    | -                                                                    | -                                                                    | -                                                                    | -                                                                    | -                                                                    | -                                                                    | -                                                                    | -                                                                    | 1         |
| Congo-Brazzaville        | -                                 | 6e                                | -                                 | -                                 | -                                                                    | -                                                                    | -                                                                    | -                                                                    | -                                                                    | -                                                                    | -                                                                    | -                                                                    | -                                                                    | 1         |
| Ivoorkust                | -                                 | -                                 | -                                 | 8e                                | -                                                                    | -                                                                    | -                                                                    | -                                                                    | -                                                                    | -                                                                    | -                                                                    | -                                                                    | -                                                                    | 1         |
| Bondsrepubliek Duitsland | -                                 | -                                 | 4e                                | -                                 | Zie Duitsland                                                        | Zie Duitsland                                                        | Zie Duitsland                                                        | Zie Duitsland                                                        | Zie Duitsland                                                        | Zie Duitsland                                                        | Zie Duitsland                                                        | Zie Duitsland                                                        | Zie Duitsland                                                        | 1         |
| Gezamenlijk team         | Zie Sovjet-Unie                   | Zie Sovjet-Unie                   | Zie Sovjet-Unie                   | Zie Sovjet-Unie                   | Brons                                                                | Zie Rusland                                                          | Zie Rusland                                                          | Zie Rusland                                                          | Zie Rusland                                                          | Zie Rusland                                                          | Zie Rusland                                                          | Zie Rusland                                                          | Zie Rusland                                                          | 1         |
| Nigeria                  | -                                 | -                                 | -                                 | -                                 | 8e                                                                   | -                                                                    | -                                                                    | -                                                                    | -                                                                    | -                                                                    | -                                                                    | -                                                                    | -                                                                    | 1         |
| Australië                | -                                 | -                                 | -                                 | -                                 | -                                                                    | -                                                                    | 10e                                                                  | -                                                                    | -                                                                    | -                                                                    | -                                                                    | -                                                                    | -                                                                    | 1         |
| Oekraïne                 | Zie Sovjet-Unie                   | Zie Sovjet-Unie                   | Zie Sovjet-Unie                   | Zie Sovjet-Unie                   | Zie Sovjet-Unie                                                      | -                                                                    | -                                                                    | Brons                                                                | -                                                                    | -                                                                    | -                                                                    | -                                                                    | -                                                                    | 1         |
| Griekenland              | -                                 | -                                 | -                                 | -                                 | -                                                                    | -                                                                    | -                                                                    | 10e                                                                  | -                                                                    | -                                                                    | -                                                                    | -                                                                    | -                                                                    | 1         |
| Kazachstan               | Zie Sovjet-Unie                   | Zie Sovjet-Unie                   | Zie Sovjet-Unie                   | Zie Sovjet-Unie                   | Zie Sovjet-Unie                                                      | -                                                                    | -                                                                    | -                                                                    | 10e                                                                  | -                                                                    | -                                                                    | -                                                                    | -                                                                    | 1         |
| Kroatië                  | Zie Joegoslavië                   | Zie Joegoslavië                   | Zie Joegoslavië                   | Zie Joegoslavië                   | -                                                                    | -                                                                    | -                                                                    | -                                                                    | -                                                                    | 7e                                                                   | -                                                                    | -                                                                    | -                                                                    | 1         |
| Groot-Brittannië         | -                                 | -                                 | -                                 | -                                 | -                                                                    | -                                                                    | -                                                                    | -                                                                    | -                                                                    | 12e                                                                  | -                                                                    | -                                                                    | -                                                                    | 1         |
| Argentinië               | -                                 | -                                 | -                                 | -                                 | -                                                                    | -                                                                    | -                                                                    | -                                                                    | -                                                                    | -                                                                    | 12e                                                                  | -                                                                    | -                                                                    | 1         |
| Russische ploeg          | Zie Sovjet-Unie                   | Zie Sovjet-Unie                   | Zie Sovjet-Unie                   | Zie Sovjet-Unie                   | Zie Sovjet-Unie                                                      | Zie Rusland                                                          | Zie Rusland                                                          | Zie Rusland                                                          | Zie Rusland                                                          | Zie Rusland                                                          | Zie Rusland                                                          | Zilver                                                               | -                                                                    | 1         |
| Deelnemers               | 6                                 | 6                                 | 6                                 | 8                                 | 8                                                                    | 8                                                                    | 10                                                                   | 10                                                                   | 12                                                                   | 12                                                                   | 12                                                                   | 12                                                                   | 12                                                                   | 36 landen |

Olympische Zomerspelen
Olympische Winterspelen
Gerelateerd
Olympische Jeugdspelen · Paralympische Spelen · Deaflympische Spelen · Special Olympic World Games
IOC · COA · BOIC · NOC*NSF · NAOC · SOC